# آتش‌سوزی قطار ۲۰۱۹ پاکستان
آتش‌سوزی قطار ۲۰۱۹ پاکستان (انگلیسی: 2019 Pakistan train fire) در ۳۱ اکتبر ساعت ۰۶:۳۰ به وقت محلی در یک قطار مسافری که از کراچی به راولپندی پاکستان می‌رفت به‌وقوع پیوست. در این حادثه دست‌کم ۷۴ نفر کشته شدند. به احتمال زیاد این آتش‌سوزی ناشی از انفجار یک اجاق سفری بوده که توسط برخی از مسافران به‌طور غیرقانونی برای پخت‌وپز و تهیه غذا به داخل قطار برده شده بود.